# Troels Jensen
Troels Jensen (født 1946 i København, død 7. juli 2020) var en dansk bluesguitarist, pianist og sanger. Troels Jensen var blandt andet kendt for sin medvirken i gruppen Delta Blues Band og var siden 1960'erne en fremtrædende del af den danske bluesscene.

## Karriere
Troels Jensen spillede som dreng i diverse lokale bands og optrådte blandt andet i Tivolis Vise Vers Hus i midten af 1960'erne sammen med Thomas Puggaard-Müller med akustiske blues- og bluegrass-sange under navnet "Troels og Thomas". Han dannede sammen med Puggaard-Müller et Chicago blues-inspireret bluesband. Bluesbandet debuterede i 1967 i det daværende Jazzhus Montmartre i St. Regnegade i København og fik navnet Delta Blues Band. 
Delta Blues Band udgav i 1969 albummet Delta Blues Band og spillede herefter med skiftende besætninger over en periode. I midten af 1970'erne gik gruppen delvist i opløsning, og materiale oprindeligt indspillet af Delta Blues Band (eller blot Delta, som gruppen kaldte sig en overgang) blev i 1975 udsendt som LP under navnet "Fly United". Fly United spillede sammen med skiftende besætninger, og Troels Jensen dannede sideløbende med projektet gruppen "Nighthawks" med Søren Engel og Peter Kragh Jakobsen samt den amerikanske guitarist Billy Schwartz. Nighthawks spillede blandt andet backing for den amerikanske bluesmusiker Mickey Baker og medvirkede på Bakers album Tales from the Underdog. 
Efter Fly United og Nighthawks reorganiserede Troels Jensen og Søren Engel Delta Blues Band i 1976, og bandet udsendte sit andet album, 2200 i 1977. Den største succes opnåede gruppen, da de fik Billy Schwartz (som nu brugte navnet Billy Cross) med. I 1979 udgav de albummet No Overdubs, der blev en stor succes, og gruppen kaldte sig snart Delta Cross Band, da Cross blev mere permanent medlem. Gruppen udgav yderligere tre album: Rave On (1980), Up Front (1981) og Astro-Kid (1982).
Udover Delta Blues Band har Troels Jensen spillet med bl.a. Jørgen Lang i orkestret Katzenjammer Kids.
Troels Jensen har endvidere medvirket ved en række teaterforestillinger, blandt andet forestillingen Så længe mit hjerte slår om John Mogensen og forestillingen 2000 Watts om Tom Waits på Svalegangen i Aarhus.
I 2000 påbegyndte Troels Jensen et samarbejde med guitaristen og sangeren H.P. Lange. Parret udgav i albummet Take Me Home, for hvilket de modtog DMA prisen "bedste roots album". Senere deltog også bassisten Hugo Rasmussen i samarbejdet, og Troels Jensen udgav med Lange og Rasmussen i 2007 albummet Change Sometimes Fra begyndelsen af 2000'erne spillede Troels Jensen tillige ofte med orkesteret Troels Jensen & The Healers.
Udover indspilninger og optrædener med Delta Blues Band og med The Healers medvirkede Troels Jensen på en lang række danske album og spillet med adskillige danske musikere, herunder Paul Banks, Jan Toftlund, Hugo Rasmussen, C.V. Jørgensen, The Sandmen og flere andre. Af udenlandske kunstnere har han spillet og indspillet med blandt andet Link Wray, Bo Diddley, Mickey Baker, Sunnyland Slim, Memphis Slim, Eddie Kirkland og Kenny Brown.

## Diskografi i eget navn
Troels Jensen har medvirket på følgende album i eget navn:
- I'm Your Boogie Woogie Man (1990, Olufsen Records)
- Look this way (2004, Exlibris) (som 'Troels Jensen & The Healers')
- Copenhagen Blues Sessions, vol. 1-5 (2002-2010, Copenhagen Blues Festival Records)

## Priser
- Årets Danske Blues Navn 2002[5]
- Årets bluesmand 2003
- Danish Music Awards Årets roots album for albummet Take me Home (sammen med H.P. Lange)